# Richard Ulfsäter
Richard Claes Erik Ulfsäter, född 1 september 1975 i Helsingborg, är en svensk skådespelare.
Ulfsäter har varit bosatt bosatt i England under 15 år. Han är brorson till Agneta Ulfsäter-Troell samt barnbarnsbarn till Erik Boheman. Ulfsäter är gift med skådespelaren Lotta Aldgård.

## Filmografi (urval)
- 2000 – Vita lögner
- 2002/2003 – Spung
- 2007/2009/2019 – Playa del Sol (TV-serie)
- 2007 – Darling
- 2008 – Vi hade i alla fall tur med vädret – igen
- 2008 – Patrik 1,5
- 2009 – Emmas film
- 2010 – Puss
- 2011 – Fyra år till
- 2011 – Soffan
- 2012 – Nobels testamente
- 2012 – Prime Time
- 2012 – Studio Sex
- 2012 – Den röda vargen
- 2012 – Livstid
- 2012 – En plats i solen
- 2012 – En fiende att dö för
- 2013 – Ego
- 2013 – Inkognito (TV-serie)
- 2013 – Fjällbackamorden
- 2013 – Tyskungen
- 2013 – Små citroner gula
- 2015 – Prästen i paradiset
- 2016 – Beck - Sista dagen
- 2016 – Midnattssol (TV-serie)
- 2020 – Dejta (TV-serie)
- 2023 – The Swarm (TV-serie)
- 2025 – Tidstjuven (TV-serie)

## Teater

### Roller (ej komplett)
| År   | Roll             | Produktion                             | Regi       | Teater  |
| ---- | ---------------- | -------------------------------------- | ---------- | ------- |
| 2022 | David Lillesäter | Sviten Denise Rudberg och Mikaela Bley | Lisa Ohlin | Intiman |